# Gösta Nystroem
Œuvres principales
- Sinfonia espressiva (1932–1937)
- Sinfonia del mare (1946–1948)

Gösta Nystroem, né le 13 octobre 1890 à Silvberg et mort le 9 août 1966 à Särö, est un compositeur, critique musical et peintre suédois.

## Biographie
Nystroem, à l'origine Nyström, est né à Silvberg, en Suède, une paroisse dans la province de Dalarna, mais il passe l'essentiel de son enfance à Österhaninge près de Stockholm, en ce temps-là un petit village, aujourd'hui un quartier la banlieue. Son père, Karl Johan Nyström, est directeur d'école, organiste et compositeur amateur ; sa mère est Amanda Sofia, née Nilsson. Doué pour la musique, il joue à l'orgue de l'église dès ses douze ans. Dans ses jeunes années, Nystroem est à la fois compositeur et peintre (l'un des premiers cubistes suédois), mais vers environ trente ans, il décide finalement de se concentrer sur la musique.
Il étudie la composition à Stockholm (1913–1914) avec Andreas Hallén (un vieux wagnérien) et le piano en cours privés avec Lennart Lundberg, mais la fréquentation du conservatoire l'éloigne plutôt de la musique, en raison de ses professeurs trop traditionalistes et conservateurs.

« Tout le temps passé au conservatoire parmi des barbons malcommodes, blasés et même assez ignorants m'indisposa contre la musique et j'ai commencé à peindre. »

En 1915, il est à Copenhague où il peint et expose avec succès, gagnant sa vie de portrait en portrait. Il rencontre Carl Nielsen, qui dit-il, a mis fin à « l'anémique musique romantique interscandinave [… il a] hissé les voiles du vieux bateaux musical scandinave qui avait ballotté pendant des dizaines d'années, coulant et sans gouvernail sur une eau morte ». Il accompagne la cantatrice Nina Hagerup-Grieg, l'épouse du musicien. En 1916 et 1920 il étudie avec Liebermann (1916–1920)

### Paris
De 1920 à 1932, Nystroem est à Paris. Dès son arrivée, il perd une caisse contenant des partitions : une symphonie, un concerto pour piano, de la musique de chambre. Il doit repartir de zéro. Il étudie l'histoire de l'art à la Sorbonne, notamment avec Chevillard. Il fréquente des artistes suédois, mais étudie avec Fernand Leger et rencontre Picasso et Braque. Il peut même vivre de sa peinture pendant un temps. Il étudie parallèlement la composition : parmi ses professeurs parisiens on remarque Leonid Sabaneïev et Vincent d'Indy. Ce dernier lui conseille, notamment, de commencer sa journée avec un prélude et fugue du Clavier bien tempéré de Bach. Il découvre le dodécaphonisme grâce à Sabaneïev, avec qui il étudie plutôt Bach et Palestrina mais il découvre aussi Claude Debussy, Arthur Honegger et Igor Stravinsky ; qu'on peut reconnaître dans Regrets (1924) pour piano et le poème symphonique Ishavet [La mer arctique] (1925). C'est lors de ce long séjour qu'il change son nom en Nystroem et se marie (1921) avec une sculptrice suédoise, Gladys Heyman. Après Ishavet, il décide de se consacrer exclusivement à la musique, il a trente-cinq ans. En 1927, à l'instigation de Nystroem, Le Roi David d'Honegger est créé à Stockholm.
Avec Roald Amundsen et Knud Rasmussen, il part faire une expédition au Spitzberg et sur la côte du Groenland. Ce voyage lui inspire un ballet cubiste sur l'océan Arctique. Gtjsta Adrian-Nilsson en esquisse les décors, mais le projet échoue en raison du peu de motivation des danseurs à porter des costumes cubistes. La musique fut retravaillée pour conduire à Ishavet [La mer arctique] (1924–25), dédiée à Amundsen. L'œuvre est créée par Václav Talich en 1927 et reçoit une bonne critique dans The Times. La musique fut réutilisée comme musique de ballet par Gunilla Lervik, au Théâtre royal de Stockholm en 1977.
Deux symphonies naissent durant les années parisiennes : Sinfonia breve et Sinfonia espressiva.

### Göteborg
Après avoir vécu principalement à Paris plusieurs années – mais souvent en Bretagne avec les pêcheurs ou en Méditerranée, en Espagne – il déménage en 1932 à Göteborg, en Suède, sur la côte Ouest – séjournant à Marstrand et Särö – et travaille comme critique pour le Göteborgs Handels- och Sjöfartstidning. En 1934–1936 il travaille également comme conservateur au Göteborgs Konsthall. En 1940, naît le Concerto pour alto, dédié à la France. Joué rarement, le compositeur en réalise un arrangement pour violoncelle du Lento.
En 1947, il peut se consacrer entièrement à la musique et la peinture. Et dans les années 1950, il s'installe à Särö, un village plutôt riche, à une vingtaine de kilomètres au sud de Göteborg, où il possède une maison, à l'origine à la famille de sa première femme, Gladys Heyman, sculpteur, avec qui il s'est marié en 1921 en France. Le couple a trois filles : Joy Zandén (né en 1922), l'artiste peintre Liliane Nystroem (1924-1987) et Mona Batt (né en 1927). Gladys meurt en 1946 et en 1950 Nystroem se remarie avec Helen Lyon, qui, comme Gladys Heyman provenait d'une famille des classes supérieures de Göteborg.
Ses mémoires, commencés en 1965, sont publiés sous le titre Allt jag minns är lust och ljus : Tous mes souvenirs sont plaisir et lumière, en 1968 à titre posthume.

## Style
En Suède, Nystroem est considéré comme un moderniste dans les années 1930, mais du point de vue actuel, elle l'est seulement modérément. Il est influencé par la musique française de l'époque de ses études, mais dans un ton nordique romantique, le plus souvent mélancolique ou douloureux. En tant qu'homme et artiste, Nystroem est accroché à la mer et aimait vivre près d'elle.
Parmi les œuvres les plus appréciées de Nystroem, il y a ses romances. Les recueils les plus connus sont Sånger vid havet (Mélodie de la mer, avec orchestre ou piano, 1942), På reveln (La barrière de corail, avec piano, 1948) et Själ och landskap: nya sånger vid havet (Âme et paysage : nouvelles mélodies par la mer, avec piano, 1950). Le poète le plus proche de l'âme de Nystroem est l'écrivaine suédoise Ebba Lindqvist (1908–1995). Ils ont partagé une relation profonde avec la mer. Cinq séries de poèmes de Lindqvist mis en musique, peuvent être trouvées dans les recueils de romances citées.
Nystroem compose six symphonies. Parmi celles-ci la Sinfonia espressiva (1932–37) et la Sinfonia del mare (1946–1948) sont considérées comme les plus abouties. La Sinfonia espressiva se développe à partir d'un premier mouvement lent, marqué pour cordes et timbales. Dans le second mouvement, des groupes d'instruments à vent et des percussions viennent s'ajouter. Seul le finale rassemble tout l'orchestre.
Symphonie de la mer, la Sinfonia del mare, est écrite en un seul mouvement continu, évoquant différentes ambiances inspirées par la mer. C'est l'œuvre la plus populaire de Nystroem et il est possible qu'elle éclipse d'autres œuvres importantes. Vers le milieu de la symphonie, il y a une section où une soprano chante un poème de Lindqvist "Det enda" ("L'unique") sur une personne qui a fui la mer, « comme on fuit le bien-aimé », mais qui sera bientôt de retour pour « s'asseoir près de la mer et de savoir qu'il est l'unique sur la terre ». Les autres symphonies de Nystroem, rarement jouées, sont : Sinfonia breve (1929–31), Symphonie no 4 (1952, originellement intitulée Sinfonia shakespeariana), Sinfonia seria (1962–63) et Sinfonia tramontana (1965).

## Œuvres
- 1917 révisé en 1924 : Rondo Capriccioso pour violon et orchestre
- 1924 : Regrets, 6 pièces pour piano
- 1924–1925 : Ishavet (La mer arctique), poème symphonique d'après un ballet inachevé
- 1925 : La tour de Babel, poème symphonique
- 1929–1930 : Concerto pour cordes no 1
- 1929–1931 Sinfonia Breve (Symphonie no 1)
- 1932–1935 révisée en 1937 Sinfonia Espressiva (Symphonie no 2)
- 1934 : The Tempest, musique de scène pour la pièce de Shakespeare
- 1936 : Merchant of Venice (Suite de théâtre no 4)
- 1940 : Concerto pour alto, « Hommage à la France ». Création à Göteborg, 19 octobre 1941 par Tage Broström.
- 1940–1944, révisée en 1951-52 : Sinfonia Concertante pour violoncelle et orchestre. Création à Göteborg, le 12 avril 1945 par Guido vecchi, sous la direction de Sixten Eckerberg.
- 1942 : Mélodies de la Mer, cinq mélodies pour voix et orchestre ou piano. Dédié à Aulikki Rautawaara.
  - Ute i skären [Dans l'archipel] (Ebba Lindqvist)
  - Nocturne (Edith Södergran)
  - Havets visa (Hjalmar Gullberg)
  - Jag har ett hem vid havet (Ragnar Jändel)
  - Jag väntar månen (Hjalmar Gullberg)
- 1945 : Ouverture Symphonique
- 1946–1948 : Sinfonia del Mare (Symphonie no 3) d'après Ebba Lindqvist, pour soprano et orchestre. « Dédiée à tous les marins des sept mers »
- 1948 : At the Reef, pour voix et piano
  - På reveln [Sur la dune] (Anders Österling)
  - Otrolig dag (Einar Malm)
  - Havet sjunger (Ebba Lindqvist)
- 1950 : Själ och landskap [Âme et paysage], trois poèmes d'Ebba Lindqvist, pour soprano et piano
  - Vitt land
  - Önskan
  - Bara hos den
- 1952 : Sinfonia Shakespeariana (Symphonie no 4) (1951–29 janvier 1952) . création à Göteborg, le 4 novembre 1952 par Sixten Eckerberg. Le compositeur vit plus tard le titre comme superflu.
- 1952 : Ungersvennen och de sex Prinsessorna, ballet
- 1953 : Partita pour flûte, orchestre à cordes et harpe
- 1954–1957 : Concerto pour violon
- 1955 : Concerto pour cordes 2
- 1956 : Quatuor à cordes
- 1956 : Tre havsvisioner [Visions de la mer], trois séries, pour chœur mixte a capella à huit voix
  - Havets hand (Elmer Diktonius)
  - Vid havet (Ebba Lindqvist)
  - Havet (Vilhelm Ekelund)
- 1958 : Herr Arnes Penningar [Les pièces d'argent de monsieur Arne], opéra basé sur une nouvelle éponyme de Selma Lagerlöf parue en 1904.
- 1959 : Concerto pour piano, Concerto Ricercante
- 195? : Midsummer Dream, d'après Martinson, pour soprano et piano
- 1962–1963 : Sinfonia Seria (Symphonie no 5)
- 1963 : Sinfonia di Lontano
- 1964 : Sommarmusik pour soprano et orchestre
- 1965 : Sinfonia Tramontana (Symphonie no 6) (terminée le 12 décembre) Création le 30 octobre 1966 par l'orchestre symphonique de la radio suédoise, sous la direction de Stig Westerberg.

## Musique de films
- 1947 – 40 år med kungen (En krönika 1907–1947)
- 1948 – Intill helvetets portar
- 1951 – Leva på "Hoppet"
- 1966 – Ungersvennen och de sex prinsessorna (télévision)

## Discographie
- Symphonies nos 1 & 5 Sinfonia breve, Sinfonia seria, Ishavet - Orchestre symphonique de Stockholm, Dir. Peter Erös & Jukka-Pekka Saraste ; Orchestre symphonique de Göteborg, Dir. Sixten Ehrling (1989, Caprice CAP 21332)
- Concerto pour alto « Hommage à la France », Ishavet (La Mer Arctique), Sinfonia concertante pour violoncelle et orchestre* - Nobuko Imai, alto ; Niels Ullner*, violoncelle, Orchestre symphonique de Malmö, Dir. Paavo Jarvi (14 mai 1993, 8–9/16–18 août 1994, Bis CD-682)
- Symphonie no 3 Sinfonia del Mare, Songs by the Sea, prélude de The Tempest - Charlotte Hellekant, mezzo-soprano ; chœur de femmes de la radio suédoise, Orchestre de la radio suédoise, Dir. Evgeny Svetlanov (4– décembre 1997, 10, 13–14 janvier 2000, Phono Suecia PSCD 709)
- Symphonies nos 4 & 6 (Sinfonia Shakespearina et Sinfonia Tramontana) - Orchestre symphonique de Malmö, Dir. B Tommy Andersson (2004, Bis CD-1082)